# Диртутьцерий
Диртутьцерий — бинарное неорганическое соединение
церия и ртути
с формулой CeHg2,
кристаллы.

## Получение
- Сплавление стехиометрических количеств чистых веществ в инертной атмосфере:

{\displaystyle {\mathsf {Ce+2Hg\ {\xrightarrow {485^{o}C}}\ CeHg_{2}}}}

## Физические свойства
Диртутьцерий образует кристаллы
гексагональной сингонии,
пространственная группа P 6/mmm,
параметры ячейки a = 0,4942 нм, c = 0,3540 нм, Z = 1,
структура типа диборида алюминия AlB2
.
Соединение образуется по перитектической реакции при температуре 485 °C .